# Tele Sønderjylland
Tele Sønderjylland var et dansk teleselskab med hovedkontor i Aabenraa, der betjente Sønderjylland. 
Selskabet blev etableret i 1987 som følge af at Post & Telegrafvæsenet blev nedlagt. Selskabet var statsejet og blev frem til 1996 videreført som en del af Tele Danmark og var den mindste af de regionale televirksomheder.